# Gastón González
Gastón González (Santa Fe, 27 giugno 2001) è un calciatore argentino, attaccante del Defensa y Justicia.

## Caratteristiche tecniche
È un'ala destra.

## Carriera
Cresciuto nel settore giovanile dell'Unión (SF), debutta in prima squadra il 14 aprile 2019 in occasione dell'incontro di Copa Argentina pareggiato 1-1 contro il San Martín (T).
In seguito ha giocato anche in MLS all'Orlando City e nella prima divisione uruguaiana al Nacional.

## Statistiche

### Presenze e reti nei club
Statistiche aggiornate al 2 maggio 2025.
| Stagione            | Squadra             | Campionato          | Campionato | Campionato | Coppe nazionali | Coppe nazionali | Coppe nazionali | Coppe continentali | Coppe continentali | Coppe continentali | Altre coppe | Altre coppe | Altre coppe | Totale | Totale |
| Stagione            | Squadra             | Comp                | Pres       | Reti       | Comp            | Pres            | Reti            | Comp               | Pres               | Reti               | Comp        | Pres        | Reti        | Pres   | Reti   |
| ------------------- | ------------------- | ------------------- | ---------- | ---------- | --------------- | --------------- | --------------- | ------------------ | ------------------ | ------------------ | ----------- | ----------- | ----------- | ------ | ------ |
| 2018-2019           | Unión (SF)          | PD                  | 0          | 0          | CA+CdS          | 0+1             | 0               | CS                 | 0                  | 0                  | -           | -           | -           | 1      | 0      |
| 2019-2020           | Unión (SF)          | PD                  | 0          | 0          | CA+CdS+CM       | 0+0+8           | 0+0+2           | CS                 | 1                  | 0                  | -           | -           | -           | 9      | 2      |
| 2021                | Unión (SF)          | PD                  | 23         | 5          | CA+CdL          | 0+13            | 0               | -                  | -                  | -                  | -           | -           | -           | 36     | 5      |
| feb.-apr. 2022      | Unión (SF)          | PD                  | 0          | 0          | CA+CdL          | 1+11            | 0+1             | CS                 | 1                  | 0                  | -           | -           | -           | 13     | 1      |
| Totale Unión (SF)   | Totale Unión (SF)   | Totale Unión (SF)   | 23         | 5          |                 | 34              | 3               |                    | 2                  | 0                  |             | -           | -           | 59     | 8      |
| 2022                | Orlando City        | MLS                 | 0          | 0          | USOC            | 0               | 0               | -                  | -                  | -                  | -           | -           | -           | 0      | 0      |
| 2023                | Orlando City        | MLS                 | 18         | 0          | USOC            | 1               | 0               | CCL                | 2                  | 0                  | LC          | -           | -           | 21     | 0      |
| Totale Orlando City | Totale Orlando City | Totale Orlando City | 18         | 0          |                 | 1               | 0               |                    | 2                  | 0                  |             | -           | -           | 21     | 0      |
| 2024                | Nacional            | PD                  | 18         | 1          | CU              | 3               | 1               | CL                 | 8                  | 0                  | -           | -           | -           | 29     | 2      |
| 2025                | Defensa y Justicia  | PD                  | 7          | 0          | CA              | 0               | 0               | CS                 | 2                  | 0                  | -           | -           | -           | 9      | 0      |
| Totale carriera     | Totale carriera     | Totale carriera     | 66         | 6          |                 | 38              | 4               |                    | 14                 | 0                  |             | -           | -           | 118    | 10     |